# Megathous peyerimhoffi
Megathous peyerimhoffi is een keversoort uit de familie kniptorren (Elateridae). De wetenschappelijke naam van de soort is voor het eerst geldig gepubliceerd in 1917 door Buysson.